# 梅村宗宏
梅村 宗宏（うめむら むねひろ、1958年 - ）は、日本の映画プロデューサー。代表作『Jam Films』、『female』、『龍が如く 劇場版』など。

## 来歴
慶應義塾大学卒。西武百貨店音楽事業部門（WAVEの前身）、商品部バイヤーなどを経て、1992年セガ・エンタープライゼス（後のセガ）入社。9年間に渡る企業広報責任者を経て、2001年より映像事業責任者兼務で映画プロデューサーとなった。2008年オメガ･プロジェクト代表取締役社長。2009年ムー・エンタテインメント設立。2013年～2023年マーベラスに企業広報担当として在籍。2023年8月、シアターH（2024年6月開業）支配人に就任。

## フィルモグラフィ
- Jam Films（2002年） - エグゼクティブ・プロデューサー
- Jam Films 2（2003年） - エグゼクティブ・プロデューサー
- Jam Films S（2004年） - エグゼクティブ・プロデューサー
- Female フィーメイル（2005年） - 企画・エグゼクティブ・プロデューサー
  - Jam Filmsプロジェクト・スタッフによる「女性とエロティシズム」をテーマにした新機軸のオムニバス作品。映画の企画をもとに5人の第一線級女性作家の書き下ろし小説を映像化。製作：セガ、アミューズ、ミコット･エンド･バサラ、ジャパン・デジタル・コンテンツ、モブキャスト。
    - 「桃」 - 原作：姫野カオルコ 監督：篠原哲雄 出演：長谷川京子、池内博之、野村恵里
    - 「太陽のみえる場所まで」 - 原作：室井佑月 監督：廣木隆一 出演：大塚ちひろ、石井苗子、片桐はいり
    - 「夜の舌先」 - 原作：唯川恵 監督：松尾スズキ 出演：高岡早紀、近藤公園
    - 「女神のかかと」 - 原作：乃南アサ 監督：西川美和 出演：大塚寧々、森田直幸
    - 「玉虫」 - 原作：小池真理子 監督：塚本晋也 出演：石田えり、加瀬亮、小林薫
    - ダンスパート"Dancing Erotic Female" 監督・振付：夏まゆみ 音楽：今井了介 ダンサー：根津菜緒子、RYON RYON他
- 僕と彼女の×××（2005年） - 企画・エグゼクティブ・プロデューサー
- LOVEHOTELS（2006年） - エグゼクティブ・プロデューサー
  - ラブホテルを舞台に4人の女性主人公で綴るオムニバス作品。製作：ネイキッド、セガ、アートポート。
- 龍が如く 劇場版（2007年） - エグゼクティブ・プロデューサー
- ランブリングハート（2010年） - 企画・エグゼクティブ･プロデューサー
- 不倫純愛（2011年） - 企画・エグゼクティブ・プロデューサー
- 彼女について知ることのすべて（2012年）- 企画・プロデューサー

## その他関係作品
- DUEL （荒神/2LDK）（2003年） - 製作委員会
  - 監督：堤幸彦、北村龍平 出演：加藤雅也、大沢たかお、小池栄子、野波麻帆
- 甲虫王者ムシキング 森の民の伝説（2005～2006年、TVアニメ、テレビ東京） - アソシエイト・プロデューサー
- 龍が如く 〜序章〜（2005年、ゲーム連動映像作品） - 企画
- 甲虫王者ムシキング オフィシャルバトルDVD（2006年） - エグゼクティブ・プロデューサー
- オシャレ魔女♥ラブandベリー ダンスコレクション2006夏（2006年） - エグゼクティブ・プロデューサー
- 夕凪の街 桜の国（2007年） - 製作委員会
- EX MACHINA -エクスマキナ-（2007年 フルCGアニメ） - 製作
- ピューと吹く!ジャガー THE MOVIE（2008年） - 製作
- 結婚しようよ（2008年） - 製作委員会
- 愛のむきだし（2009年） - Co-エグゼクティブ・プロデューサー